# Consiglio supremo federale
Il Consiglio supremo federale (in arabo المجلس الأعلى للاتحاد‎?) è la più alta autorità costituzionale negli Emirati Arabi Uniti, essendo il più alto organo legislativo ed esecutivo del paese. Stabilisce le politiche generali e indirizza la legislazione federale. È la prima autorità federale per gerarchia delle cinque previste nella Costituzione: Consiglio federale supremo, presidente e vicepresidente della Federazione, Governo federale, Consiglio nazionale federale e magistratura federale.

## Storia
Al momento della nascita degli Emirati Arabi Uniti, nel dicembre del 1971, il Consiglio federale supremo era composto dai sei sovrani degli emirati che avevano firmato la Costituzione federale. Essi elessero lo sceicco Zayed bin Sultan Al Nahyan, emiro di Abu Dhabi, presidente della Federazione e nominarono il governo federale. Il 23 dicembre 1971 anche l'emirato di Ras al-Khaima inviò una lettera al consiglio chiedendo di aderire alla Federazione. Il Consiglio accolse la richiesta e Ras al-Khaimah aderì alla Federazione il 10 febbraio 1972.

## Funzioni del Consiglio
Il Consiglio federale supremo ha le seguenti funzioni:
- stabilisce le politiche generali in tutte le questioni affidate alla Federazione dalla Costituzione e valuta cosa è utile a conseguire gli obiettivi della Federazione e agli interessi comuni degli emirati membri;
- ratifica le varie leggi federali prima della loro emissione, comprese le leggi di bilancio generale annuale dell'Unione e il bilancio finale;
- ratifica i decreti ai sensi delle disposizioni della Costituzione per la ratifica o l'approvazione del Consiglio federale supremo prima dell'emissione di questi decreti da parte del presidente federale;
- ratifica le istituzioni e gli accordi tramite decreto;
- approva la nomina del Primo ministro federale e del Gabinetto federale e accetta le loro dimissioni dall'incarico su proposta del presidente federale;
- approva la nomina del presidente e dei giudici del Tribunale federale e accetta le loro dimissioni o li licenzia nelle circostanze previste dalla Costituzione tramite apposito decreto;
- controlla gli affari della Federazione in generale;
- qualsiasi altra funzione stabilita nella Costituzione o nelle leggi federali.

## Membri
Il Consiglio federale supremo è composto dai sette emiri:
| Membro | Membro                                                                                 | Inizio mandato | Status                  | Titolo                                                    | Emirato                        |
| ------ | -------------------------------------------------------------------------------------- | -------------- | ----------------------- | --------------------------------------------------------- | ------------------------------ |
|        | Sceicco Mohammed bin Zayed Al Nahyan (Presidente del Consiglio federale supremo)       | 2022           | Emiro di Abu Dhabi      | Presidente degli Emirati Arabi Uniti                      |                                |
|        | Sceicco Mohammed bin Rashid Al Maktoum (Vicepresidente del Consiglio federale supremo) | 2006           | Emiro di Dubai          | Primo ministro e vicepresidente degli Emirati Arabi Uniti |                                |
|        | Sceicco Sultan III bin Muhammad al-Qasimi                                              | 1987           | Emiro di Sharja         | Membro del Consiglio federale supremo                     |                                |
|        | Sceicco Humaid IV bin Rashid Al Nuaimi                                                 | 1981           | Emiro di Ajman          | Membro del Consiglio federale supremo                     |                                |
|        | Sceicco Hamad bin Mohammed Al Sharqi                                                   | 1974           | Emiro di Fujaira        | Membro del Consiglio federale supremo                     | Emirati Arabi Uniti (bandiera) |
|        | Sceicco Saud bin Rashid Al Mu'alla                                                     | 2009           | Emiro di Umm al-Qaywayn | Membro del Consiglio federale supremo                     |                                |
|        | Sceicco Saud bin Saqr al-Qasimi                                                        | 2010           | Emiro di Ras al-Khaima  | Membro del Consiglio federale supremo                     |                                |